# 五感

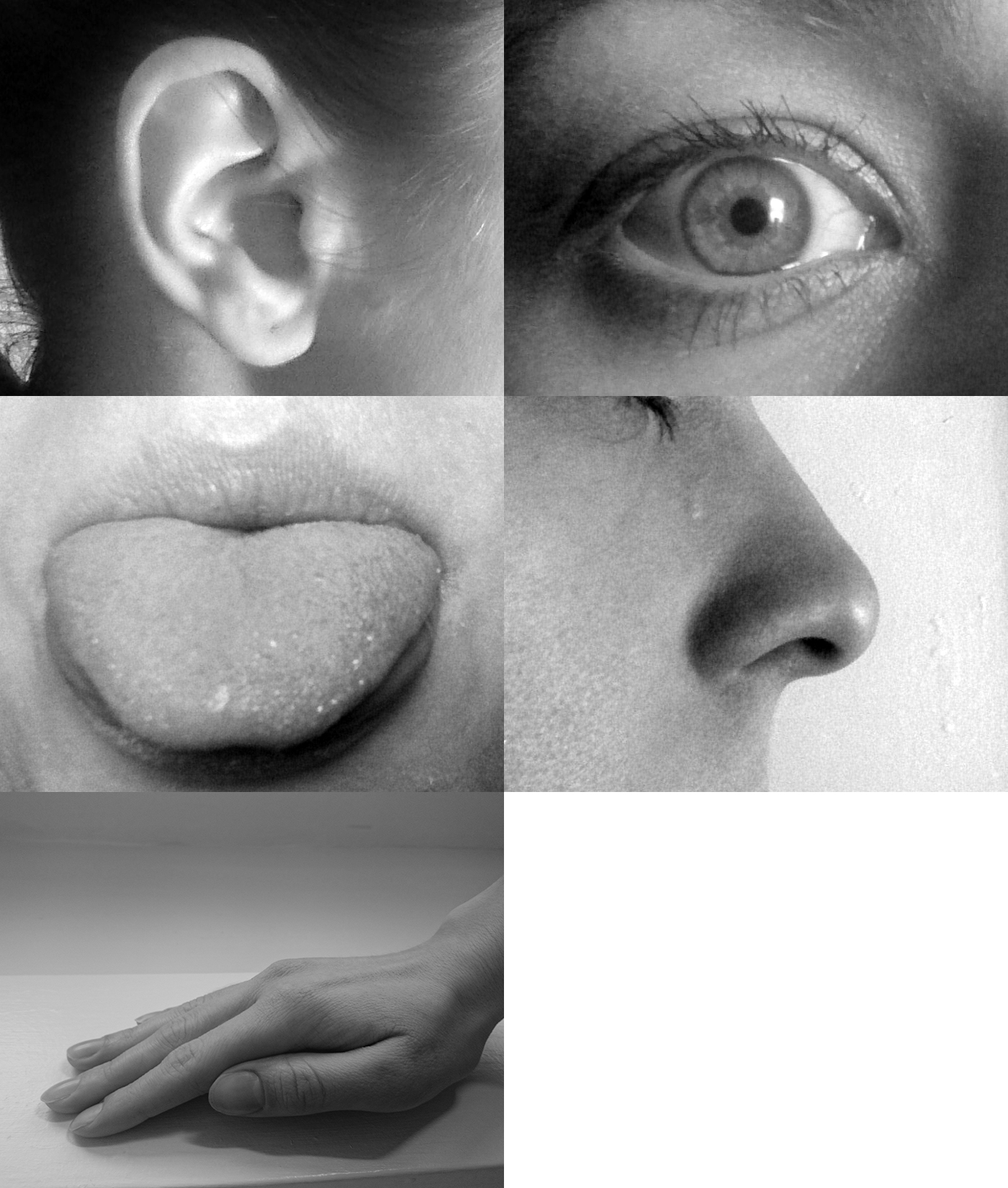
視覚、聴覚、触覚、味覚、嗅覚のそれぞれを感知するために使われる器官

五感（ごかん）とは、動物やヒトが外界を感知するための多種類の感覚機能のうち、古来の分類による5種類、すなわち視覚、聴覚、触覚、味覚、嗅覚をさす。この伝統的な分類を前提として、人間の感覚全体を指すために「五感」という表現が用いられる場合もある（「五感を鋭くする」など）。
自衛隊のレンジャー訓練などでも用いられている。

## この分類方法の起源

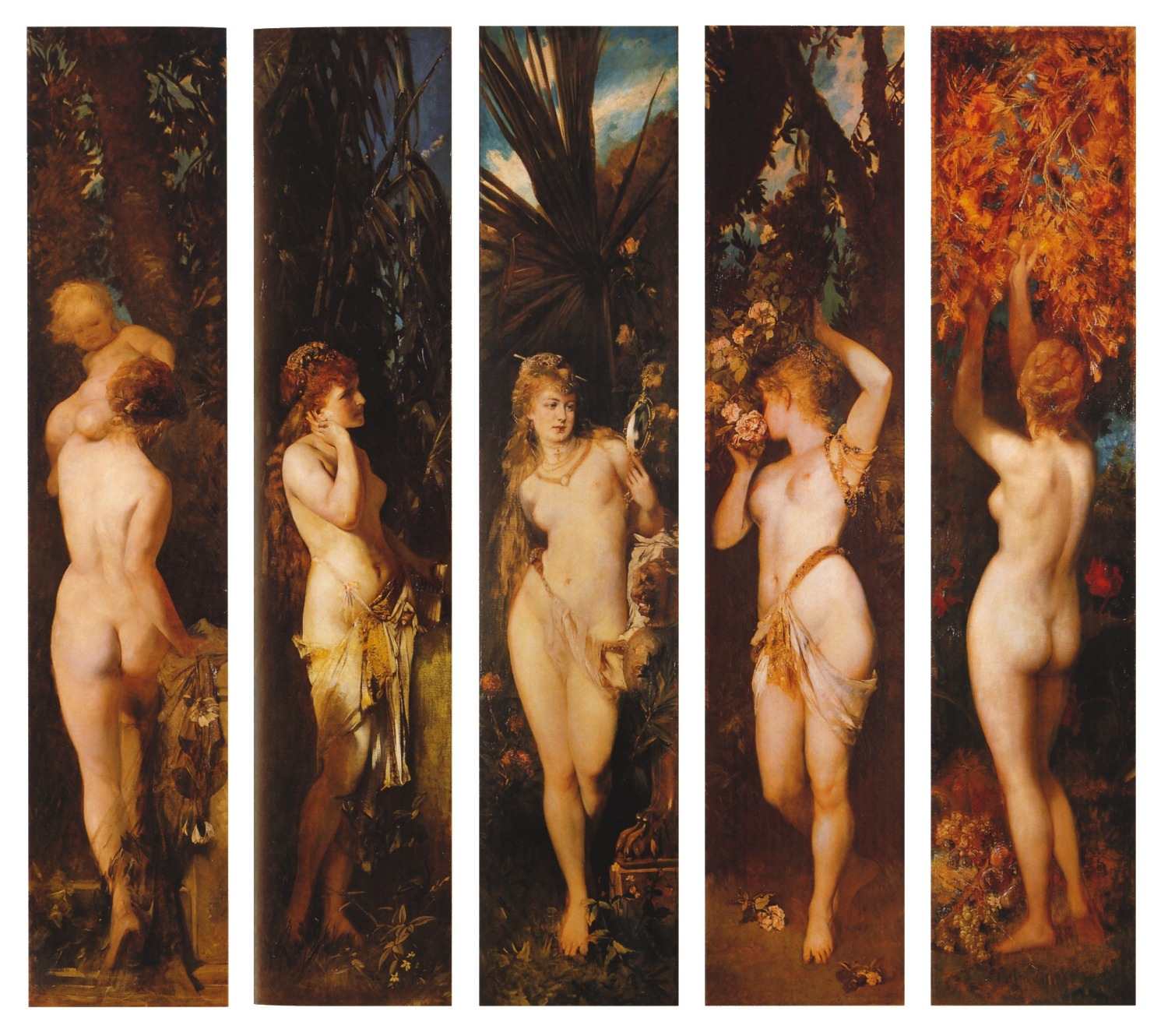
マカルトの絵画『五感』

この五感という分類の仕方は、もともとは古代ギリシャのアリストテレスによる分類に端を発しており、それが様々な文化に引き継がれ、現在でも小学校などでも教えられており、広く通念ともなっている。

## 実際の感覚の数
現在はヒトの感覚は5つ以上あることがわかっている。細かく分類すれば20余りある、とする説明もある。
触覚と呼ばれているものは、生理学的には体性感覚と呼ばれるものにほぼ相当すると思われるが、体性感覚は決して単純に皮膚の感覚を脳に伝えるものなどではなく、表在感覚（触覚、痛覚、温度覚）、深部覚（圧覚、位置覚、振動覚など）、皮質性感覚（二点識別覚、立体識別能力など）など多様な機能を含んでいる。
それ以外にも、感覚には内臓感覚、平衡感覚などが存在する。

## 五感で感じる庭

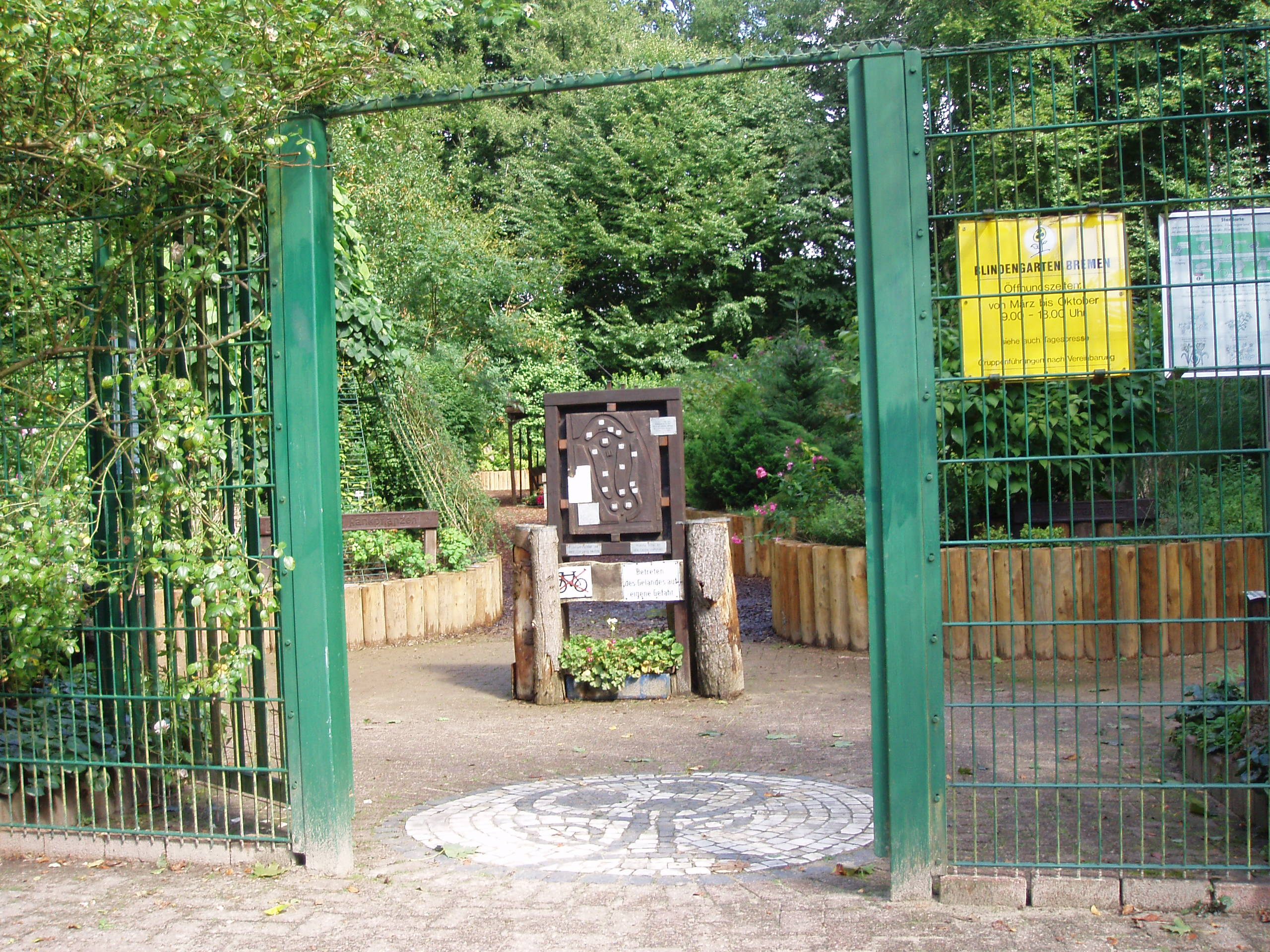
ブレーメンにあるSensory_gardenの入口。Knoops Parkにある「盲人の庭」（Blindengarten）は、視覚障害者が補助なしで庭を回り、その特徴を体験できるよう設計されている

庭園の種類にはセンソリー・ガーデン/センサリー・ガーデンと呼ばれる、五感で感じる庭、感覚で鑑賞する庭がある。これは訪問者が様々な感覚体験を楽しむことができる自己完結型の庭園エリアのことである。庭園は利用者が通常遭遇しないような方法で、個別にも組み合わせにも感覚を刺激する機会を提供するよう設計されている。
こうした五感の庭は学校教育やレクリエーションに幅広く応用されているほか、自閉症の人々など特別支援教育の生徒の教育で活用されている。園芸療法の一形態として、認知症の人のケアで役に立つように、セラピーガーデンの役割を担う場合もある。
五感を刺激する庭は、身体障害のある人とない人の両方がアクセス可能で楽しめるように設計することもできる。例えば、香りのある植物や食べられる植物、彫刻や彫刻を施した手すり、音を出して手の上で遊ぶように設計された水場、手触りのよいタッチパッド、拡大鏡のスクリーン、点字や音声による誘導ループによる説明など、障害者がアクセスできる機能を盛り込むことが可能。利用者によっては、音や音楽をより中心的にして、若い利用者の遊びのニーズと感覚のニーズを結びつけるような設備を備える庭もある。
通常、車椅子でのアクセスやその他のアクセシビリティへの配慮がなされ、デザインやレイアウトは、五感を刺激するレジャーを提供し、意識を高め、ポジティブな学習体験をもたらすものである。
香りに特化したものは「香りの庭」、音楽・音響に特化したものは「音の庭」などと呼ばれ、発達や学習、教育の成果を戦略的に高める機会を提供するために設備で2重化がなされている。知る区ロード#オアシスも参照。